# Unterseeboot U-34 (1914)
Pour les autres navires du même nom, voir Unterseeboot 34.
L'Unterseeboot U-34 est un sous-marin de type U 31 de la Kaiserliche Marine durant la Première Guerre mondiale.
Lancé le 9 mai 1914, l'U-34 coula 119 navires pour un total de 257652 tonneaux de jauge brute (TJB) au cours de 17 patrouilles de combat, tout en endommageant cinq autres navires pour 14208 TJB. Le navire a eu trois commandants : le Kapitänleutnant Claus Rucker, le Kapitänleutnant Johannes Klasing, le Kapitänleutnant Wilhelm Canaris et à nouveau Klasing, dans cet ordre. Le 18 octobre 1918, l'U-34 a appareillé pour la dernière fois, puis il a disparu ses 38 membres d’équipage. Il a été affirmé qu’il avait été coulé près de Gibraltar par une grenade anti-sous-marine du HMS Privet le 9 novembre 1918, contre l'opinion qu'il aurait été perdu avant cette date.

## Conception
Les sous-marins de type U 31 étaient des sous-marins océaniques à double coque, similaires aux sous-marins de type 23 et de type 27 par leurs dimensions. Ils n’en différaient que légèrement en termes de propulsion et de vitesse. Ils étaient considérés comme de très bons bateaux de haute mer, avec une manœuvrabilité moyenne et un pilotage facile en surface.
L'U-34 avait une longueur hors tout de 64,70 m. Sa coque pressurisée faisait 52,36 m de long. La largeur du bateau était de 6,32 m, et 4,05 m pour la coque pressurisée. Les U-Boote de type 31 avaient un tirant d'eau de 3,56 m et une hauteur totale de 7,68 à 8,04 m. Les bateaux avaient un déplacement de 685 tonnes en surface et 878 tonnes en immersion.
L'U-34 était équipé de deux moteurs Diesel à deux temps 6 cylindres Germania d’une puissance totale de 1850 ch (1361 kW) pour la navigation en surface, et de deux moteurs électriques à double effet Siemens-Schuckert d’une puissance totale de 1200 ch (883 kW) pour la navigation sous-marine. Ces moteurs entraînaient deux arbres d'hélice avec chacun une hélice de 1,60 m de diamètre, ce qui donnait au bateau une vitesse maximale de 16,4 nœuds (30,4 km/h) en surface et de 9,7 nœuds (18,0 km/h) en immersion. L’autonomie était de 8790 milles marins (16280 km) à la vitesse de croisière de 8 nœuds (15 km/h) en surface, et de 80 milles marins (150 km) à 5 nœuds (9,3 km/h) sous l’eau. La profondeur de plongée maximale était de 50 m.
Le sous-marin était armé de quatre tubes lance-torpilles de 50 cm, deux à l’avant et deux à l’arrière. Il transportait 6 torpilles. De plus, l'U-34 a été équipé en 1915 d’un canon de pont de 8,8 cm SK L/30, qui a été remplacé par un de 10,5 cm SK L/45 en 1916 ou 1917. L’équipage du bateau était de 4 officiers et 31 matelots.

## Affectations
- IIe flottille : de date de début inconnue au 23 août 1915.
- Flottille de Pola / Mittelmeer : du 23 août 1915 au 21 octobre 1918.

## Commandants
- Kapitänleutnant Claus Rücker[3] : du 5 octobre 1914 au 11 décembre 1916.
- Kptlt. Johannes Klasing[4] : du 12 décembre 1916 au 17 janvier 1918 et du 14 mars au 9 novembre 1918.
- Kptlt. Wilhelm Canaris[5] : du 18 janvier au 13 mars 1918.

## Navires coulés
| Date               | Nom                     | Nationalité    | Tonnage | Destin.                                              |
| ------------------ | ----------------------- | -------------- | ------- | ---------------------------------------------------- |
| 18 mars 1915       | Blue Jacket             | United Kingdom | 3515    | Endommagé                                            |
| 18 mars 1915       | Glenartney              | United Kingdom | 5201    | Coulé                                                |
| 21 mars 1915       | Cairntorr               | United Kingdom | 3588    | Coulé                                                |
| 22 mars 1915       | Concord                 | United Kingdom | 2861    | Coulé                                                |
| 1 juin 1915        | Victoria                | United Kingdom | 155     | Coulé                                                |
| 2 juin 1915        | Delta B                 | Belgique       | 220     | Coulé                                                |
| 2 juin 1915        | Hirose                  | United Kingdom | 274     | Coulé                                                |
| 3 juin 1915        | Penfeld                 | France         | 793     | Coulé                                                |
| 4 juin 1915        | Inkum                   | United Kingdom | 4747    | Coulé                                                |
| 7 juin 1915        | Superb                  | Norvège        | 1515    | Coulé                                                |
| 4 septembre 1915   | Natal Transport         | United Kingdom | 4107    | Coulé                                                |
| 8 septembre 1915   | Indien                  | France         | 800     | Coulé                                                |
| 9 novembre 1915    | Californian             | United Kingdom | 6223    | Endommagé, coulé plus tard par le navire-jumeau U-35 |
| 10 novembre 1915   | Bosnia                  | Italie         | 2561    | Coulé                                                |
| 14 novembre 1915   | Treneglos               | United Kingdom | 3886    | Coulé                                                |
| 15 novembre 1915   | Orange Prince           | United Kingdom | 3583    | Coulé                                                |
| 19 novembre 1915   | Hallamshire             | United Kingdom | 4420    | Coulé                                                |
| 24 décembre 1915   | Ville De La Ciotat      | France         | 6431    | Coulé                                                |
| 24 décembre 1915   | Yeddo                   | United Kingdom | 4563    | Coulé                                                |
| 29 décembre 1915   | Kenkoku Maru            | Japon          | 3217    | Coulé                                                |
| 30 décembre 1915   | Abelia                  | United Kingdom | 3650    | Coulé                                                |
| 1 janvier 1916     | Glengyle                | United Kingdom | 9395    | Coulé                                                |
| 4 janvier 1916     | Coquet                  | United Kingdom | 4396    | Coulé                                                |
| 3 avril 1916       | Ellaston                | United Kingdom | 3796    | Coulé                                                |
| 3 avril 1916       | Sneaton                 | United Kingdom | 3470    | Coulé                                                |
| 5 avril 1916       | Chantala                | United Kingdom | 4951    | Coulé                                                |
| 6 avril 1916       | Yonne                   | United Kingdom | 4039    | Coulé                                                |
| 8 avril 1916       | Zafra                   | United Kingdom | 3578    | Coulé                                                |
| 11 avril 1916      | Angus                   | United Kingdom | 3619    | Coulé                                                |
| 11 avril 1916      | Imperator               | Empire russe   | 394     | Endommagé                                            |
| 12 avril 1916      | Orlock Head             | United Kingdom | 1945    | Coulé                                                |
| 12 avril 1916      | Vega                    | France         | 2957    | Coulé                                                |
| 15 mai 1916        | Mira                    | France         | 3050    | Coulé                                                |
| 16 mai 1916        | San Andrea              | Italie         | 225     | Coulé                                                |
| 18 mai 1916        | Adamantios Korais       | Greece         | 2947    | Coulé                                                |
| 20 mai 1916        | Erminia                 | Italie         | 1544    | Coulé                                                |
| 20 mai 1916        | Fabbricotti F.          | Italie         | 150     | Coulé                                                |
| 20 mai 1916        | Languedoc               | France         | 1612    | Coulé                                                |
| 21 mai 1916        | Myosotis                | France         | 356     | Coulé                                                |
| 21 mai 1916        | Tjømø                   | Norvège        | 1453    | Coulé                                                |
| 22 mai 1916        | Australia               | Italie         | 1586    | Coulé                                                |
| 22 mai 1916        | Genista                 | Italie         | 1856    | Coulé                                                |
| 22 mai 1916        | Istros                  | Greece         | 1891    | Coulé                                                |
| 22 mai 1916        | Orealla                 | Italie         | 1876    | Coulé                                                |
| 22 mai 1916        | Roberto G               | Italie         | 587     | Coulé                                                |
| 23 mai 1916        | Cornigliano             | Italie         | 2862    | Coulé                                                |
| 23 mai 1916        | Regina                  | Empire russe   | 593     | Coulé                                                |
| 30 mai 1916        | Julia Park              | United Kingdom | 2900    | Coulé                                                |
| 21 août 1916       | Maria                   | Italie         | 242     | Coulé                                                |
| 22 août 1916       | San Pietro              | Italie         | 53      | Coulé                                                |
| 24 août 1916       | Alix                    | Italie         | 141     | Coulé                                                |
| 24 août 1916       | Angelina                | Italie         | 153     | Coulé                                                |
| 25 août 1916       | Socoa                   | France         | 2772    | Coulé                                                |
| 27 août 1916       | Torridon                | Italie         | 1526    | Coulé                                                |
| 28 août 1916       | Gorgona                 | Italie         | 861     | Coulé                                                |
| 29 août 1916       | Fede                    | Italie         | 1273    | Coulé                                                |
| 31 août 1916       | Santa Maria             | Italie         | 947     | Coulé                                                |
| 31 août 1916       | Nostra Signora Assunta  | Italie         | 1256    | Coulé                                                |
| 31 août 1916       | Quinto                  | Italie         | 836     | Coulé                                                |
| 1er septembre 1916 | Baron Yarborough        | United Kingdom | 1784    | Coulé                                                |
| 1er septembre 1916 | Giuseppe                | Italie         | 180     | Coulé                                                |
| 4 septembre 1916   | Pasquale Lauro          | Italie         | 1188    | Coulé                                                |
| 4 septembre 1916   | Silverstream            | Italie         | 1224    | Coulé                                                |
| 7 septembre 1916   | Luigia                  | Italie         | 917     | Coulé                                                |
| 8 septembre 1916   | SS Elizabeth IV         | Norvège        | 7395    | Coulé                                                |
| 10 septembre 1916  | Elli                    | Greece         | 631     | Coulé                                                |
| 10 septembre 1916  | Spiridon                | Greece         | 562     | Coulé                                                |
| 12 septembre 1916  | Panaghia Akathistou     | Greece         | 421     | Coulé                                                |
| 26 octobre 1916    | Valborg                 | Danemark       | 207     | Coulé                                                |
| 28 octobre 1916    | Germaine                | Greece         | 2573    | Coulé                                                |
| 29 octobre 1916    | Marie Thérèse           | France         | 219     | Coulé                                                |
| 2 novembre 1916    | Giovanni Anteri Beretta | Italie         | 332     | Coulé                                                |
| 4 novembre 1916    | Mogador                 | France         | 1364    | Coulé                                                |
| 8 novembre 1916    | Luigi Pastro            | Italie         | 3228    | Coulé                                                |
| 8 novembre 1916    | Sheldrake               | United Kingdom | 2697    | Coulé                                                |
| 19 mars 1917       | Angiolina               | Italie         | 3541    | Endommagé                                            |
| 20 mars 1917       | Paul Et Marie           | France         | 321     | Coulé                                                |
| 23 mars 1917       | Artemis                 | Greece         | 528     | Coulé                                                |
| 23 mars 1917       | Bellatrix               | Norvège        | 2568    | Coulé                                                |
| 23 mars 1917       | Noli                    | Italie         | 1569    | Coulé                                                |
| 28 mars 1917       | Antonietta R.           | Italie         | 84      | Coulé                                                |
| 28 mars 1917       | Carlo T                 | Italie         | 134     | Coulé                                                |
| 28 mars 1917       | 'Giuseppina             | Italie         | 223     | Coulé                                                |
| 28 mars 1917       | Giuseppina Rosa         | Italie         | 132     | Coulé                                                |
| 28 mars 1917       | La Maria                | Italie         | 43      | Coulé                                                |
| 28 mars 1917       | Pietro Lofaro           | Italie         | 291     | Coulé                                                |
| 28 mars 1917       | Raffaele                | Italie         | 53      | Coulé                                                |
| 4 mai 1917         | Francesco C.            | Italie         | 984     | Coulé                                                |
| 9 mai 1917         | Harpagus                | United Kingdom | 5866    | Coulé                                                |
| 10 mai 1917        | Carmen                  | Espagne        | 319     | Coulé                                                |
| 11 mai 1917        | Lefkosia                | Greece         | 1087    | Coulé                                                |
| 11 mai 1917        | Medjerda                | France         | 1918    | Coulé                                                |
| 12 mai 1917        | Zanoni                  | United Kingdom | 3851    | Coulé                                                |
| 14 mai 1917        | Gravelinoise            | France         | 129     | Coulé                                                |
| 14 mai 1917        | Tejo                    | Portugal       | 201     | Coulé                                                |
| 15 mai 1917        | Tung Shan               | United Kingdom | 3999    | Coulé                                                |
| 16 mai 1917        | Dorothy Duff            | United Kingdom | 186     | Coulé                                                |
| 16 mai 1917        | Patricio                | Espagne        | 2164    | Endommagé                                            |
| 17 mai 1917        | Alfonso                 | Italie         | 230     | Coulé                                                |
| 19 mai 1917        | Mardinian               | United Kingdom | 3322    | Coulé                                                |
| 20 mai 1917        | Caspian                 | United Kingdom | 3606    | Coulé                                                |
| 21 mai 1917        | Saint Michel            | France         | 175     | Coulé                                                |
| 28 juin 1917       | Minerve                 | France         | 723     | Coulé                                                |
| 30 juin 1917       | Mont Viso               | France         | 4820    | Coulé                                                |
| 3 juillet 1917     | Marthe Roux             | France         | 1962    | Coulé                                                |
| 4 juillet 1917     | Fratelli Bianchi        | Italie         | 3542    | Coulé                                                |
| 7 juillet 1917     | Wilberforce             | United Kingdom | 3074    | Coulé                                                |
| 12 juillet 1917    | Ondine                  | France         | 84      | Coulé                                                |
| 2 décembre 1917    | Berwick Law             | United Kingdom | 4680    | Coulé                                                |
| 2 décembre 1917    | Minas                   | Greece         | 2506    | Coulé                                                |
| 6 décembre 1917    | Ilvington Court         | United Kingdom | 4217    | Coulé                                                |
| 12 décembre 1917   | Emanuele C.             | Italie         | 284     | Coulé                                                |
| 28 janvier 1918    | Djibouti                | France         | 4305    | Coulé                                                |
| 30 janvier 1918    | Maizar                  | United Kingdom | 7293    | Coulé                                                |
| 6 February 1918    | Ville de Verdun         | France         | 4576    | Coulé                                                |
| 12 avril 1918      | Autolycus               | United Kingdom | 5806    | Coulé                                                |
| 12 avril 1918      | Moyune                  | United Kingdom | 4935    | Coulé                                                |
| 19 avril 1918      | Elka                    | Greece         | 2128    | Coulé                                                |
| 19 avril 1918      | Lord Charlemont         | United Kingdom | 3209    | Coulé                                                |
| 22 avril 1918      | Dronning Maud           | United Kingdom | 2663    | Coulé                                                |
| 28 août 1918       | Emilia G.               | Italie         | 246     | Coulé                                                |
| 28 août 1918       | Johanne                 | Danemark       | 234     | Coulé                                                |
| 4 septembre 1918   | Richard                 | Norvège        | 175     | Coulé                                                |
| 9 septembre 1918   | Policastra              | United Kingdom | 4594    | Endommagé                                            |
| 9 septembre 1918   | War Arabis              | United Kingdom | 5183    | Coulé                                                |